# پریش

تعداد جایگشت های احتمالی و اختلالات n عنصر. n! (n فاکتوریل) تعداد n جایگشت است. !n (n زیر عاملی) تعداد اختلالات است - n جایگشت که در آن همه n عنصر مکان های اولیه خود را تغییر می دهند.

پریش (به انگلیسی: Derangement) در ترکیبیات یک جایگشت است، بطوری‌که هیچ‌کدام از عناصر در مکان اصلی خود نباشند. در حقیقت یک رابطهٔ {\displaystyle F} وجود دارد از مجموعهٔ {\displaystyle S} به خودش بدون آن که هیچ عضوی با خودش رابطه داشته باشد، یعنی برای همهٔ {\displaystyle x}های عضو {\displaystyle S}، {\displaystyle F(x)} مخالف {\displaystyle x} است.
مشکل شمارش پریش‌ها اولین بار در سال ۱۷۰۸ توسط پیره ریموند بررسی شد، البته نیکلاس برنولی نیز هم‌زمان برروی این موضوع کار می‌کرد.

## مثال‌ها

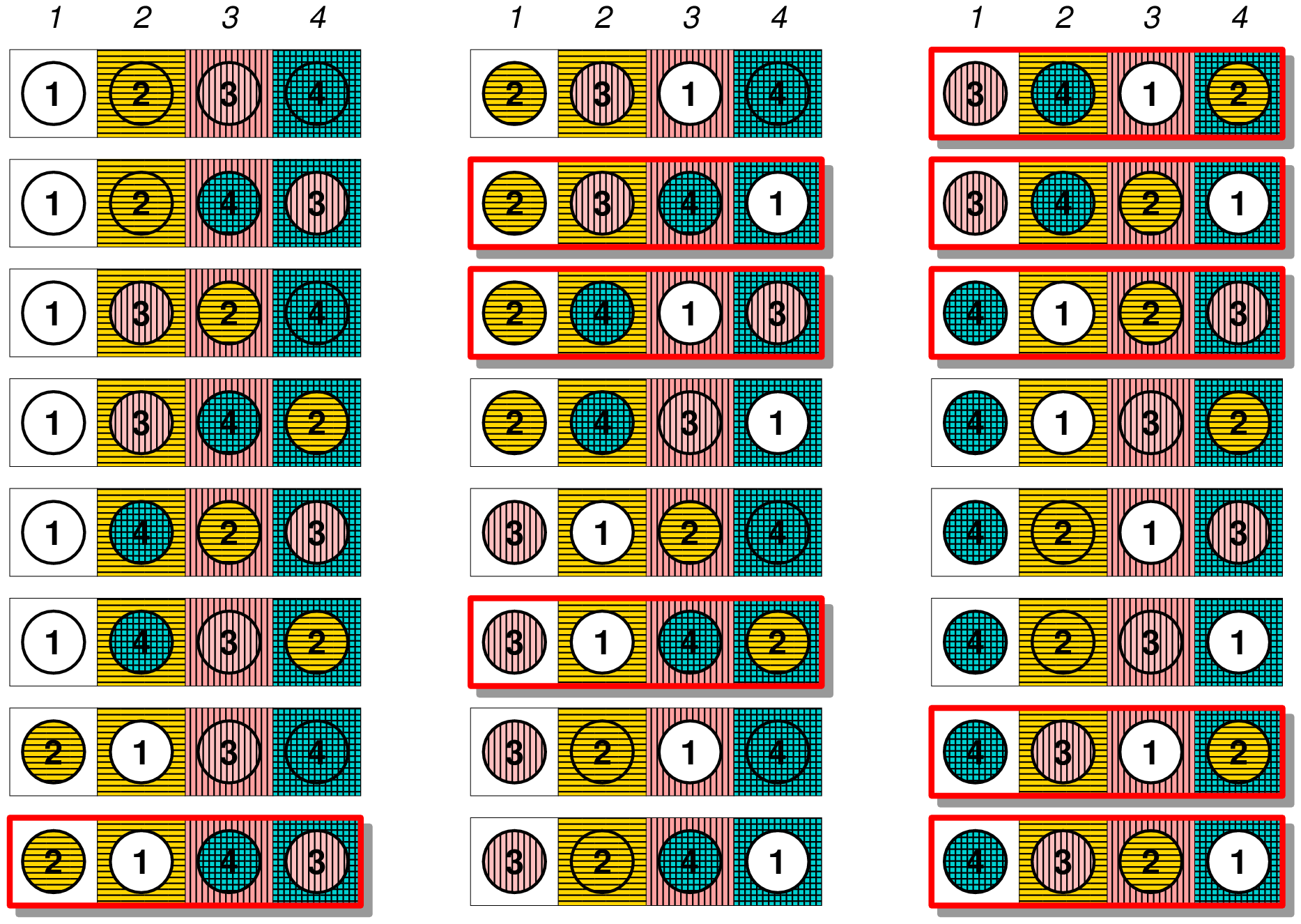
پریش.

فرض کنید یک استاد از ۴ دانشجو، ۴ امتحان گرفته و اکنون از آن‌ها می‌خواهد که آزمون‌های یکدیگر را تصحیح کنند. می‌دانیم که هیچ دانش‌آموزی نباید برگهٔ خودش را تصحیح کند. در این‌صورت، استاد چند راه ممکن برای پخش برگه‌ها دارد، بطوری‌که هیچ دانش‌آموزی برگهٔ خودش را نگیرد؟
اگر دانشجوها را به‌ترتیب با C, B، A و D نمایش دهیم، جایگشت‌های مطلوب بصورت زیر خواهد بود:
BADC, BCDA, BDAC
,CADB, CDAB, CDBA
,DABC, DCAB, DCBA
یعنی از میان ۲۴ جایگشت (!۴) ممکن، تنها ۹ پریش وجود دارد که در آن‌ها هیچ دانشجویی برگهٔ خودش را نمی‌گیرد.

## محاسبهٔ تعداد پریش‌ها
برای محاسبهٔ تعداد پریش‌ها، اصل متمم را به کار می‌بریم. نخست تعداد کل جایگشت‌های {\displaystyle n}تایی را می‌شماریم که برابر {\displaystyle n!} است، و سپس با توجه به اصل متمم تعداد جایگشت‌هایی که دست کم یکی از آن‌ها در جای خودش باشد را از آن کم می‌کنیم که تعداد آن برابر است با
{\displaystyle {\tbinom {n}{1}}(n-1)!={\tfrac {n!}{1!}}}
و اکنون می‌بینیم جایگشت‌هایی که دو تا از آن‌ها در جای خودشان هستند دو بار کم شده‌اند. پس طبق اصل شمول و عدم شمول، یک بار دیگر آن‌ها را جمع می‌کنیم که تعداد آن‌ها برابر است با
{\displaystyle {\tbinom {n}{2}}(n-2)!={\tfrac {n!}{2!}}}
و می‌توان به همین ترتیب ادامه داد. پس تعداد کل پریش‌ها برابر است با
{\displaystyle D(n)=n!-{\tfrac {n!}{1!}}+{\tfrac {n!}{2!}}-...+(-1)^{n}{\tfrac {n!}{n!}}}
یا به‌عبارتی
{\displaystyle D(n)=n!(1-{\tfrac {1}{1!}}+{\tfrac {1}{2!}}-...+(-1)^{n}{\tfrac {1}{n!}})}

## محاسبهٔ تعداد پریش‌ها وقتیn{\displaystyle n}به سمت∞{\displaystyle \infty }میل می‌کند
وقتی {\displaystyle n} به سمت {\displaystyle \infty } میل می‌کند آن گاه مقدار
{\displaystyle 1-{\tfrac {1}{1!}}+{\tfrac {1}{2!}}-...+(-1)^{n}{\tfrac {1}{n!}}}

به سمت {\displaystyle {\tfrac {1}{e}}} می‌رود پس تعداد کل پریش‌ها برابر می‌شود با
{\displaystyle {\tfrac {n!}{e}}}